# エアトラベル徳島
株式会社エアトラベル徳島（エアトラベルとくしま、英: AIR TRAVEL TOKUSHIMA, INC.）は、徳島県徳島市に本社を置く旅行会社である。徳島新聞社の子会社。自社商品（フレンドリーツア）や大手旅行会社のパッケージツアーも販売している。徳島阿波おどり空港におけるJALの地上支援業務、保険代理店も行っている。

## 所在地
- 本社 - 徳島県徳島市幸町1丁目47番地3 スタッフクリエイトビル2階
- 徳島阿波おどり空港 - 徳島県板野郡松茂町豊久朝日野16-2

## 加盟団体
- 国際航空運送協会（IATA）公認
- 日本旅行業協会（JATA）正会員

## 関連会社
- 徳島新聞社
- 徳島新聞ネクスト
- アイデル
- 徳島新聞メディア
- 徳新事業社
- 徳島新聞販売
- 徳島航空サービス
- 四国放送